# Подвесной мост в городе Семей
Мост в городе Семей (каз. Семей қаласындағы аспалы көпір) — автодорожный висячий мост через Иртыш в городе Семей, Казахстан. Длина основного пролёта 750 м, при общей длине 1086 м. Проект предложен японской компанией «IHI Corporation». Согласно контракту от 24 января 1998 года, мост должен был быть закончен в течение 42 месяцев. Проект финансировался в соответствии с договором о займе, подписанным между Республикой Казахстан и OECF правительства Японии. Кроме собственно моста, в проект входили создание и реконструкция подъездных путей.
Проект реализовывали японская фирма «IHI» и турецкая «Аларко Алсим». 6 полос автомобильного движения позволили разгрузить как старый мост, так и трассы внутри страны, и международные трассы, в том числе российскую трассу Омск-Новосибирск.
Однако, семь лет после постройки мост не обслуживался, что привело к ухудшению дорожного покрытия. Лишь визит делегации из японского банка международного развития привёл к выделению средств, но малый размер бюджета города не позволяет проводить полноценное обслуживание.